# Lijst van planetoïden 38301-38400
Dit is een lijst van planetoïden 38301-38400. Voor de volledige lijst zie de lijst van planetoïden.
| Naam      | Voorlopige naamgeving | Datum ontdekking  | Ontdekker  |
| --------- | --------------------- | ----------------- | ---------- |
| (38301) - | 1999 RH92             | 7 september 1999  | LINEAR     |
| (38302) - | 1999 RL92             | 7 september 1999  | LINEAR     |
| (38303) - | 1999 RB93             | 7 september 1999  | LINEAR     |
| (38304) - | 1999 RJ93             | 7 september 1999  | LINEAR     |
| (38305) - | 1999 RM96             | 7 september 1999  | LINEAR     |
| (38306) - | 1999 RB99             | 7 september 1999  | LINEAR     |
| (38307) - | 1999 RM102            | 8 september 1999  | LINEAR     |
| (38308) - | 1999 RY102            | 8 september 1999  | LINEAR     |
| (38309) - | 1999 RP103            | 8 september 1999  | LINEAR     |
| (38310) - | 1999 RH105            | 8 september 1999  | LINEAR     |
| (38311) - | 1999 RV106            | 8 september 1999  | LINEAR     |
| (38312) - | 1999 RO107            | 8 september 1999  | LINEAR     |
| (38313) - | 1999 RV111            | 9 september 1999  | LINEAR     |
| (38314) - | 1999 RR112            | 9 september 1999  | LINEAR     |
| (38315) - | 1999 RS112            | 9 september 1999  | LINEAR     |
| (38316) - | 1999 RB113            | 9 september 1999  | LINEAR     |
| (38317) - | 1999 RJ115            | 9 september 1999  | LINEAR     |
| (38318) - | 1999 RM116            | 9 september 1999  | LINEAR     |
| (38319) - | 1999 RG117            | 9 september 1999  | LINEAR     |
| (38320) - | 1999 RT120            | 9 september 1999  | LINEAR     |
| (38321) - | 1999 RQ121            | 9 september 1999  | LINEAR     |
| (38322) - | 1999 RU126            | 9 september 1999  | LINEAR     |
| (38323) - | 1999 RB127            | 9 september 1999  | LINEAR     |
| (38324) - | 1999 RA128            | 9 september 1999  | LINEAR     |
| (38325) - | 1999 RD128            | 9 september 1999  | LINEAR     |
| (38326) - | 1999 RU128            | 9 september 1999  | LINEAR     |
| (38327) - | 1999 RX128            | 9 september 1999  | LINEAR     |
| (38328) - | 1999 RZ128            | 9 september 1999  | LINEAR     |
| (38329) - | 1999 RO129            | 9 september 1999  | LINEAR     |
| (38330) - | 1999 RN130            | 9 september 1999  | LINEAR     |
| (38331) - | 1999 RT130            | 9 september 1999  | LINEAR     |
| (38332) - | 1999 RF131            | 9 september 1999  | LINEAR     |
| (38333) - | 1999 RE132            | 9 september 1999  | LINEAR     |
| (38334) - | 1999 RK133            | 9 september 1999  | LINEAR     |
| (38335) - | 1999 RN134            | 9 september 1999  | LINEAR     |
| (38336) - | 1999 RZ134            | 9 september 1999  | LINEAR     |
| (38337) - | 1999 RP136            | 9 september 1999  | LINEAR     |
| (38338) - | 1999 RA137            | 9 september 1999  | LINEAR     |
| (38339) - | 1999 RH137            | 9 september 1999  | LINEAR     |
| (38340) - | 1999 RO137            | 9 september 1999  | LINEAR     |
| (38341) - | 1999 RB139            | 9 september 1999  | LINEAR     |
| (38342) - | 1999 RT139            | 9 september 1999  | LINEAR     |
| (38343) - | 1999 RG140            | 9 september 1999  | LINEAR     |
| (38344) - | 1999 RS140            | 9 september 1999  | LINEAR     |
| (38345) - | 1999 RO141            | 9 september 1999  | LINEAR     |
| (38346) - | 1999 RL143            | 9 september 1999  | LINEAR     |
| (38347) - | 1999 RS143            | 9 september 1999  | LINEAR     |
| (38348) - | 1999 RQ145            | 9 september 1999  | LINEAR     |
| (38349) - | 1999 RJ149            | 9 september 1999  | LINEAR     |
| (38350) - | 1999 RS149            | 9 september 1999  | LINEAR     |
| (38351) - | 1999 RQ150            | 9 september 1999  | LINEAR     |
| (38352) - | 1999 RF151            | 9 september 1999  | LINEAR     |
| (38353) - | 1999 RL151            | 9 september 1999  | LINEAR     |
| (38354) - | 1999 RM151            | 9 september 1999  | LINEAR     |
| (38355) - | 1999 RB152            | 9 september 1999  | LINEAR     |
| (38356) - | 1999 RS152            | 9 september 1999  | LINEAR     |
| (38357) - | 1999 RE154            | 9 september 1999  | LINEAR     |
| (38358) - | 1999 RG154            | 9 september 1999  | LINEAR     |
| (38359) - | 1999 RJ154            | 9 september 1999  | LINEAR     |
| (38360) - | 1999 RM154            | 9 september 1999  | LINEAR     |
| (38361) - | 1999 RY154            | 9 september 1999  | LINEAR     |
| (38362) - | 1999 RW155            | 9 september 1999  | LINEAR     |
| (38363) - | 1999 RS156            | 9 september 1999  | LINEAR     |
| (38364) - | 1999 RT157            | 9 september 1999  | LINEAR     |
| (38365) - | 1999 RE158            | 9 september 1999  | LINEAR     |
| (38366) - | 1999 RF158            | 9 september 1999  | LINEAR     |
| (38367) - | 1999 RZ162            | 9 september 1999  | LINEAR     |
| (38368) - | 1999 RQ164            | 9 september 1999  | LINEAR     |
| (38369) - | 1999 RX164            | 9 september 1999  | LINEAR     |
| (38370) - | 1999 RB165            | 9 september 1999  | LINEAR     |
| (38371) - | 1999 RO167            | 9 september 1999  | LINEAR     |
| (38372) - | 1999 RK168            | 9 september 1999  | LINEAR     |
| (38373) - | 1999 RG172            | 9 september 1999  | LINEAR     |
| (38374) - | 1999 RY172            | 9 september 1999  | LINEAR     |
| (38375) - | 1999 RC173            | 9 september 1999  | LINEAR     |
| (38376) - | 1999 RH174            | 9 september 1999  | LINEAR     |
| (38377) - | 1999 RM174            | 9 september 1999  | LINEAR     |
| (38378) - | 1999 RK175            | 9 september 1999  | LINEAR     |
| (38379) - | 1999 RQ175            | 9 september 1999  | LINEAR     |
| (38380) - | 1999 RR175            | 9 september 1999  | LINEAR     |
| (38381) - | 1999 RV175            | 9 september 1999  | LINEAR     |
| (38382) - | 1999 RZ175            | 9 september 1999  | LINEAR     |
| (38383) - | 1999 RF176            | 9 september 1999  | LINEAR     |
| (38384) - | 1999 RX180            | 9 september 1999  | LINEAR     |
| (38385) - | 1999 RT181            | 9 september 1999  | LINEAR     |
| (38386) - | 1999 RH182            | 9 september 1999  | LINEAR     |
| (38387) - | 1999 RB184            | 9 september 1999  | LINEAR     |
| (38388) - | 1999 RG186            | 9 september 1999  | LINEAR     |
| (38389) - | 1999 RJ187            | 9 september 1999  | LINEAR     |
| (38390) - | 1999 RO187            | 9 september 1999  | LINEAR     |
| (38391) - | 1999 RD188            | 9 september 1999  | LINEAR     |
| (38392) - | 1999 RQ189            | 9 september 1999  | LINEAR     |
| (38393) - | 1999 RD191            | 11 september 1999 | LINEAR     |
| (38394) - | 1999 RY192            | 13 september 1999 | LINEAR     |
| (38395) - | 1999 RR193            | 15 september 1999 | Spacewatch |
| (38396) - | 1999 RU193            | 7 september 1999  | LINEAR     |
| (38397) - | 1999 RY193            | 7 september 1999  | LINEAR     |
| (38398) - | 1999 RC195            | 8 september 1999  | LINEAR     |
| (38399) - | 1999 RO196            | 8 september 1999  | LINEAR     |
| (38400) - | 1999 RX196            | 8 september 1999  | LINEAR     |